# Castell de la Portella
El Castell de la Portella era un castell ubicat a l'actual municipi de la Quar al Berguedà. Ha estat llistat com a patrimoni arquitectònic al mapa de patrimoni de la Generalitat de Catalunya amb el número 1511. Estava situat a prop del monestir de Sant Pere de la Portella. Ha estat declarat Bé Cultural d'Interès Nacional amb el número 5612-MH.

## Ubicació, descripció i característiques
No es coneix la seva ubicació exacta i no se sap exactament com era.

## Història
El castell de la Portella existia ja al segle X i era possessió del comte Oliba Cabreta. El lloc també era anomenat Frontanyà. Oliba en entrar al monestir de Ripoll deixà el castell al seu germà Bernat Tallaferro, el qual l'incorporà al seu comtat de Besalú. El castell era regit per uns vicaris cognominats Portella; aquests van ser els que van fundar un monestir a prop del convent. A partir del segle xv les notícies sobre el castell són cada vegada més escasses fins que desapareixen.